# Płacidło

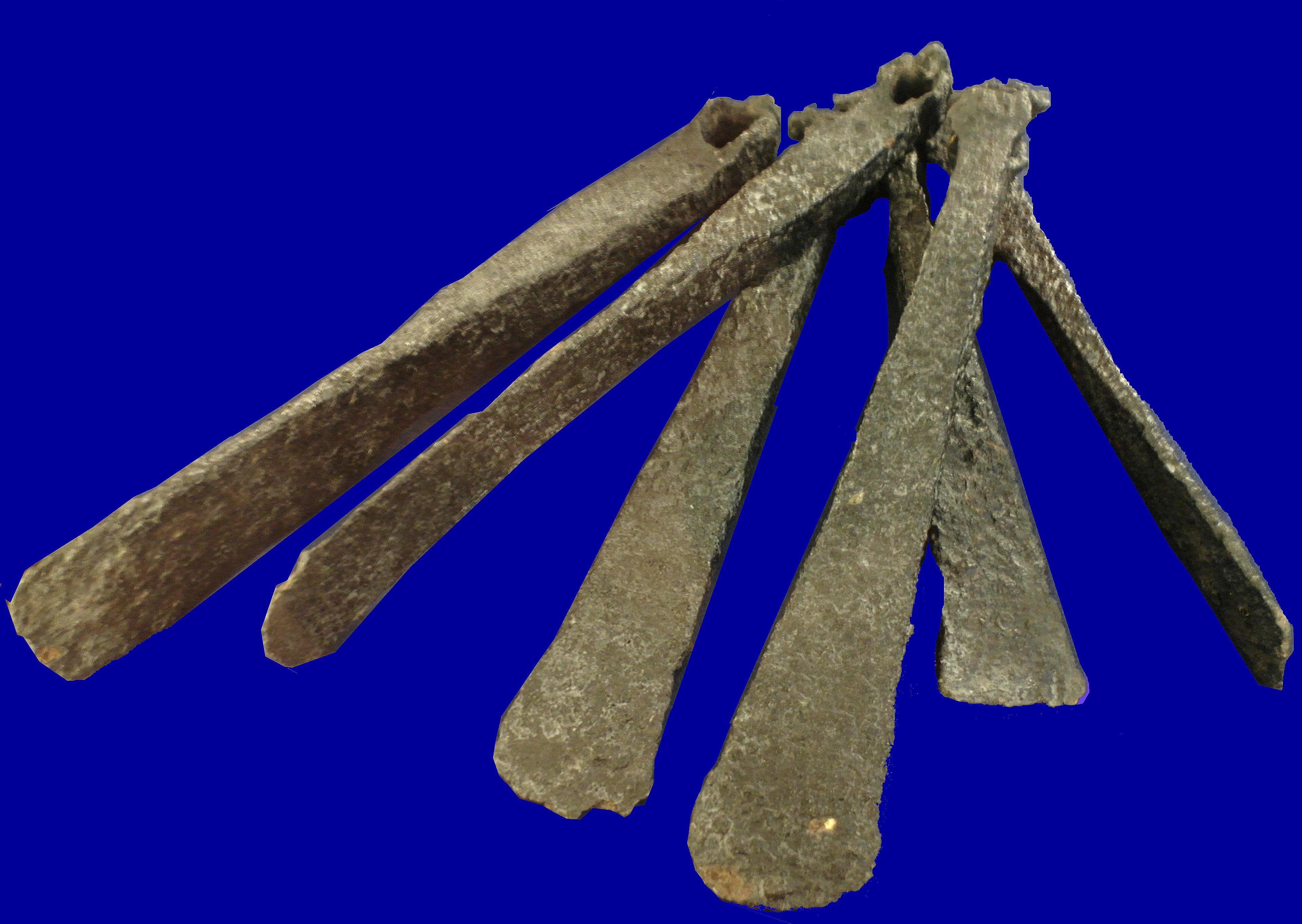
Grzywny siekieropodobne z grodziska w Kostkowicach (druga poł. X w.)

Płacidło, pieniądz towarowy – przedmiot pełniący funkcje pieniądza, dodatkowo służący innym potrzebom użytkownika.
Wartość płacideł była początkowo związana głównie z wartością użytkową samego przedmiotu (np. miedziane i brązowe siekierki, pręty żelaza, sól, futra, skóry, perkal), z czasem jednak (w miarę upowszechniania się płacideł jako środka płatniczego) wartość ta w większym stopniu zależna była od jego użyteczności jako powszechnie akceptowanego środka wymiany, niż użyteczności jako dobra zdolnego bezpośrednio zaspokajać konkretne potrzeby konsumpcyjne lub produkcyjne. W rezultacie użyteczność, stanowiąca pierwotnie o wartości płacidła, mogła w rzeczywistości stanowić niewielki ułamek jego użyteczności jako środka wymiany (np. niewielkie kawałki płótna, bryłki kruszców, muszle). 
Płacideł powszechnie używano od czasów najdawniejszych do wczesnego średniowiecza. W dawnej Helladzie wczesne środki płatnicze miały kształt pręta lub rożna (obolos), co oddaje późniejsza nazwa monety obol. U starożytnych Rzymian początkowym płacidłem było bydło, gdyż łac. pecunia (pieniądze, także: majątek) pochodzi od pecus (sztuka bydła). Muszle tzw. porcelanki Cypraea moneta pod nazwą kauri aż do końca XIX wieku używane były jako monety na znacznych obszarach Afryki, Azji i wysp Pacyfiku.
Największa w Polsce kolekcja płacideł znajduje się w zbiorach Muzeum Południowego Podlasia w Białej Podlaskiej.